# Saint-Castin
Saint-Castin település Franciaországban, Pyrénées-Atlantiques megyében. Lakosainak száma 857 fő (2022. január 1.). Saint-Castin Bernadets, Buros, Maucor, Montardon, Navailles-Angos és Saint-Armou községekkel határos.

## Népesség
A település népessége az elmúlt években az alábbi módon változott:
| Lakosok száma | 824  | 859  | 888  | 888  | 877  | 866  | 855  | 856  | 857  |
|               | 2013 | 2015 | 2016 | 2017 | 2018 | 2019 | 2020 | 2021 | 2022 |